# 데네인

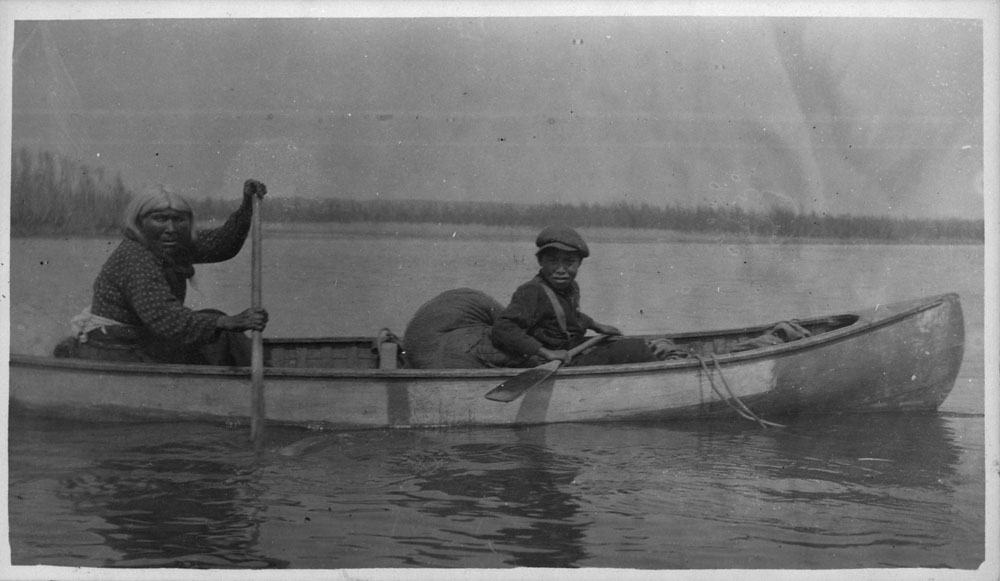
캐나다의 사투족(Sahtu)의 일파인 Gahwié got’iné 부족의 모습

데네인(Dene)은 캐나다 서부의 타이가, 아북극, 북극 지역에 걸쳐 거주하는 원주민(퍼스트 네이션)들의 집단이다. 북애서배스카어군 언어를 사용하는데, 애서배스카 언어에서 "데네"(Dene)는 "사람"을 의미하는 흔한 공통 어휘이다.
"데네인"이라 하면 크게 2가지 용법이 있다. 협의의 데네인은 캐나다 노스웨스트 준주와 누나부트 준주 내에 거주하는 애서배스카어 사용 원주민 부족들을 가리키며, 이들은 함께 "데네 네이션"(Dene Nation)을 형성한다. 여기에는 세부적으로 치퍼와이언족(Chipewyan), 틀리초족(Tłı̨chǫ), 옐로나이프족(Yellowknives), 슬레이비족(Slavey), 사투족(Sahtu), 그위친족(Gwichʼin)이 포함된다.
한편 광의의 데네인은 알래스카주나 기타 캐나다 북부 지역의 북애서배스카어군 언어 화자들을 모두 포함한다. 이 경우 추티나족(Tsuutʼina), 다네자족(Dane-zaa), 탈탄족(Tahltan), 다켈족(Dakelh), 칠코틴족(Tsilhqotʼin), 타나나 아사바스카족(Tanana Athabaskans), 그리고 사라진 니콜라 아사파스카족(Nicola Athapaskans)도 포함된다.

## 같이 보기
- 애서배스카어파